# Násedlovice
Násedlovice település Csehországban, Hodoníni járásban. Násedlovice Želetice, Nenkovice, Karlín, Hovorany, Dambořice, Krumvíř, Uhřice és Terezín településekkel határos. Lakosainak száma 869 fő (2024. január 1.).

## Népesség
A település lakosságának változását az alábbi diagram mutatja:
| Lakosok száma | 809  | 989  | 1225 | 1078 | 899  | 824  | 849  | 865  | 842  | 869  |
|               | 1869 | 1900 | 1921 | 1961 | 1980 | 2011 | 2016 | 2019 | 2021 | 2024 |